# Kaspar Pflüger
Kaspar Pflüger (* 10. März 1977 in Bremen) ist ein deutscher Medienmanager. Von Oktober 2015 bis Mai 2021 war er Geschäftsführer des Fernsehsenders Sat.1 sowie von Mai 2017 bis Mai 2021 ebenfalls von Sat.1 Gold.

## Werdegang
Pflüger war zunächst bei der RTL Group beschäftigt. So arbeitete er beispielsweise bei RTL in Kroatien und zwei Jahre als Executive Assistant von Gerhard Zeiler. Verantwortlich war er später auch für die ''Daytime-Programmierung'' beim Sender Channel Five in London. Im März 2014 wechselte Pflüger zu Sat.1, unter anderem als Operating Officer und Stellvertreter des Geschäftsführers. Anfang Oktober 2015 nach der Ablösung von Nicolas Paalzow wurde er zum Geschäftsführer von Sat.1 berufen. Infolge der Umstrukturierung bei der Geschäftsführung aller ProSiebenSat.1-Fernsehsender leitete Pflüger ab dem 1. Mai 2017 zusätzlich den Sat.1-Ablegersender Sat.1 Gold. Von Januar bis Mai 2021 war Pflüger in Elternzeit. Mit sofortiger Wirkung übernahm ProSieben- und ProSieben-Maxx-Senderchef Daniel Rosemann Mitte Mai 2021 von Pflüger ebenfalls die Leitung der Fernsehsender Sat.1 und Sat.1 Gold. Das Vorstandsmitglied der ProSiebenSat.1 Media SE und CEO der Seven.One Entertainment Group Wolfgang Link begründete das Vorgehen damit, dass Rosemann der Richtige sei, um Sat.1 die notwendigen Impulse für einen Neuanfang zu geben. Pflüger ist seit Juni 2021 als Executive Vice President Content Production beim nationalen und internationalen Produktionsgeschäft der Seven.One Entertainment Group tätig.